# Just a Little Sign
Just a Little Sign je název písničky německé power metalové skupiny Helloween, která vyšla roku 2003 na jejich albu Rabbit Don't Come Easy. Písnička popisuje muže, který přijde na disco s úmyslem užívat si hudbu. Zamiluje se tam ovšem do jisté ženy, ale bojí se jí to říct.